# Wojciech Woźniak (artysta)
Wojciech Woźniak (ur. 5 maja 1964 w Bydgoszczy) – artysta fotografik, członek rzeczywisty Związku Polskich Artystów Fotografików (ZPAF), muzyk, kompozytor i wieloletni dydaktyk. Absolwent kulturoznawstwa na Wydziale Humanistycznym UKW w Bydgoszczy. Od 1996r. fotograf w Muzeum Okręgowym im. Leona Wyczółkowskiego. W latach 1995–2005 wspólnie z BWA w Bydgoszczy był organizatorem i komisarzem Przeglądu Fotografii Bydgoskiej I – V. Od 2006 r zajmuje się pracą dydaktyczną. W 2019 roku dokumentował pobyt Mariny Abramović w toruńskim CSW oraz ekspozycję "The Cleaner".
Współzałożyciel zespołów Variété, w którym tworzył w latach 1983-2006, oraz free jazzowego zespołu The Cyclist,  działającym w latach  2006 - 2014. Muzyczną podróż zakończył płytą Playing z 2017 roku.

## Wystawy
„Układanie rzeczywistości” to debiutancka wystawa indywidualna prezentowana w Galerii Autorskiej (1992 rok, Bydgoszcz). W swoim dorobku posiada kilkadziesiąt wystaw autorskich (wybór) – „Przemiany” 1993, „Jedność” 1995, „Cienie” 1996, „Pięć minut drogi” 1997, „Bez odpowiedzi” 1998, „Moje panoramy” 2002, "Ogrody wyobraźni" 2004„„Pamiątki” 2005 , „Moje powietrze” 2012 , „Sentymenty” 2013 , "Duży pokój", "Obecność" 2014, "Portret miasta" 2022, "Adoptowani" 2023 oraz kilkadziesiąt zbiorowych (wybór) – „Razem i osobno” 1996 Galeria Autorska „Jak dotknięcie transcendencji” Muzeum Okręgowe Bydgoszcz 1997, Galeria Bezdomna Toruń 2003-5, Nowy York 2005, „Mensch und Natur” (Niemcy 2001), „Zestaw" Świdnica 2001-2003, XIV-XV Krajowy Salon Fotografii Artystycznej Żary 2004-5, „Chwile obecności” Galeria BWA Bydgoszcz 2004, Konkurs Warszawska Szkoła Filmowa 2005, Oksford – Anglia 2006, Patras – Grecja 2006, Internationaal Painting Exhibition „Lets talk abort migration" Ateny, Tesaloniki, Grecja 2007, ASP Lwów – Ukraina 2007, Itaka – Grecja 2008, Galeria Krytyk Pokaz – Warszawa 2008, Amsterdam - Holandia 2008, ZPAF Warszawa 2008, Istambuł Sanat Fuari - Turcja 2008, Wilno-Litwa 2010, Fap Gallery Akademia E Arteve – Tirana, Albania 2011, "Tango na 16 metrach kwadratowych" Zachęta Narodowa Galeria Sztuki, Warszawa 2018r.
W 2006 roku wykonał instalację fotograficzną „Outside-Inside”, umieszczoną w oknach budynku młynu Rottera, biorąc udział w międzynarodowym projekcie „Sztuka w mieście” (Art In the City), realizowanym w przestrzeni publicznej Bydgoszczy. Ważniejsze cykle prac to „Ogrody wyobraźni” (2004), „Droga” (1997-2005), „Pamiątki” (2005), „Krótka opowieść o miłości i tęsknocie” (2001). „Ouside-Inside” (2006) i cykle fotografii „Przybysz” „Dom” i „Sentymenty”.
W roku 2007 otrzymał I nagrodę na Międzynarodowym Biennale Fotografii Artystycznej przyznawaną na ASP we Lwowie.
W roku 2008 Minister Kultury i Dziedzictwa Narodowego Rzeczypospolitej Polskiej przyznał mu odznakę honorową „Zasłużony dla Kultury Polskiej”.
2016 - II nagroda w konkursie  Polygonum 4 Galeria Miejska BWA, Bydgoszcz.
2017 - nagroda Prezydenta Miasta Bydgoszczy
2022 - nagroda Prezydenta Miasta Bydgoszczy. za XXX lecie pracy artystycznej
2023 - medal  Prezydenta Miasta Bydgoszczy za szczególne zasługi dla Miasta Bydgoszczy
2024 - medal "Zasłużony Kulturze Gloria Artis"

## Dyskografia
Z grupą Variété:
- Nothing – MC (1984)
- Bydgoszcz – MC (Akademickie Radio „Pomorze” 1992) CD (Furia Musica 2002 – reedycja jako Bydgoszcz 1986)
- Variété – CD (Kophaus 1993) MC (Music Corner 1996 – reedycja)
- Koncert Teatr STU – CD (Music Corner 1995)
- Wieczór przy balustradzie – CD (Music Corner 1996)
- Nowy materiał – CD (EMI Music Poland 2005)

Z grupą The Cyclist:
- Gymnastics – CD (Electriceye E004 2006)
- Tańce bydgoskie - CD 2013